# یامپیر ارناندس
یامپیر ارناندس (اسپانیایی: Yampier Hernández‎؛ زادهٔ ۳۰ اوت ۱۹۸۴) بوکسور اهل کوبا است.